# Епштајн
Епштајн (њем. Eppstein) град је у њемачкој савезној држави Хесен. Једно је од 12 општинских средишта округа Мајн-Таунус. Према процјени из 2010. у граду је живјело 13.271 становника. Посједује регионалну шифру (AGS) 6436002.

## Географски и демографски подаци
Епштајн се налази у савезној држави Хесен у округу Мајн-Таунус. Град се налази на надморској висини од 255 метара. Површина општине износи 24,2 km². У самом граду је, према процјени из 2010. године, живјело 13.271 становника. Просјечна густина становништва износи 548 становника/km².

## Међународна сарадња
| Мјесто     | Држава               | Врста сарадње | Од    |
| ---------- | -------------------- | ------------- | ----- |
| Ајзкраукле | Летонија             | партнерство   | 1998. |
| Кенилворт  | Уједињено Краљевство | партнерство   | 1994. |
|            | Француска            | партнерство   | 1986. |
| Извор      |                      |               |       |